# 托马斯·约翰松 (网球运动员)
托马斯·约翰松（瑞典語：Thomas Johansson，1975年3月24日—），瑞典前职业网球运动员，曾經在2002年澳網摘下男單冠軍和2008年北京奧運會摘下雙打銀牌。

## 大满贯

### 男單冠軍（1）
| 年度 | 賽事       | 場地 | 決賽對手 | 對手國籍 | 勝方比分            |
| 2002 | 澳洲公開賽 | 硬地 | 薩芬     | 俄羅斯   | 3-6, 6-4, 6-4, 7-64 |

## 外部連結
- 托马斯·约翰松（英文/西班牙文）的官方資料
- 托马斯·约翰松 (网球运动员)的國際網球總會 職業／青少年 官方資料（英文）
- 托马斯·约翰松的官方資料（英文）